# 沃肯德
沃肯德，是匈牙利佐洛州所辖的一个村，总面积2.79平方公里，总人口72，人口密度25.8人/平方公里（2010年1月1日）。